# Rosa Blasi
Rosa Blasi (* 19. Dezember 1972 in Chicago, Illinois) ist eine US-amerikanische Schauspielerin.

## Leben
Rosa Blasi wurde 1972 in Chicago geboren, wo sie auch ihre Jugend verbrachte. Bereits im Alter von acht Jahren debütierte sie als Bühnendarstellerin in ihrer Heimatstadt. Später realisierte sie über 40 Theaterproduktionen mit der Piven Performance Company oder mit der Theatergruppe The Second City, an der auch Kenny Rogers wirkte. Sie fühlte sich damals an kein Genre gebunden und spielte sowohl in Komödien wie auch in Musicals.
Ihren ersten Fernsehauftritt hatte Blasi in der CBS Seifenoper Reich und Schön, gefolgt von Gastauftritten in Fernsehserien wie Hitz und High Tide – Ein cooles Duo. In dem im Jahr 2000 ausgestrahlten Fernsehfilm Noriega – Gottes Liebling oder Monster? übernahm sie erstmals eine weibliche Hauptrolle und spielte Vicky Amador, für deren Verkörperung sie viel positive Kritik erhielt. Anschließend folgte die Serienhauptrolle als Dr. Luisa „Lu“ Delgado in der vom US-Kabelsender Lifetime produzierten Ärzteserie Strong Medicine: Zwei Ärztinnen wie Feuer und Eis. Im Kino war sie zuletzt in dem Horrorstreifen Der Fluch zu sehen, wo sie die Rolle von Maria Kirk spielte. In den Jahren 2009 bis 2012 spielte sie die Rolle der Ronnie Cruz in der Jugendserie Make It or Break It. Von 2013 bis 2018 war sie als Barb Thunderman in der Nickelodeon-Fernsehserie Die Thundermans zu sehen.
Am 14. Februar 2004 heiratete Blasi den Football-Spieler Jim Finn, Fullback der New York Giants. Das Paar hat eine gemeinsame Tochter names Kaia Jane.

## Filmografie (Auswahl)
- 1996: High Tide – Ein cooles Duo (High Tide, Fernsehserie, 2 Folgen)
- 1997: Lost on Earth (Fernsehserie, Folge 1x11)
- 1997: Hitz (Fernsehserie, 10 Folgen)
- 1999: Gefahr aus der Tiefe – Die Vorboten der Hölle (Avalon: Beyond the Abyss, Fernsehfilm)
- 2000: Noriega – Gottes Liebling oder Monster? (Noriega: God's Favorite, Fernsehfilm)
- 2000–2006: Strong Medicine: Zwei Ärztinnen wie Feuer und Eis (Strong Medicine, Fernsehserie, 131 Folgen)
- 2004: The Grudge – Der Fluch (The Grudge)
- 2006: Inseparable (Fernsehfilm)
- 2007: Lesser of Three Evils
- 2009–2012: Make It or Break It (Fernsehserie, 23 Folgen)
- 2013–2018: Die Thundermans (The Thundermans, Fernsehserie, 98 Folgen)
- 2017: Christmas Princess (Fernsehfilm)
- 2018: Modern Family (Fernsehserie, Folge 10x7)
- 2019–2020: Team Kaylie (Fernsehserie)
- 2020: Sinister Stalker
- 2024: Rückkehr der Thundermans
- 2025: Die Thundermans: Undercover (The Thundermans: Undercover, Fernsehserie, 2 Folgen)